# HD 164595 b
HD 164595 b è un pianeta extrasolare in orbita attorno alla stella HD 164595. Per le sue caratteristiche fisiche, è classificato come un pianeta nettuniano caldo.

## Scoperta
Il pianeta è stato scoperto nel 2015 attraverso osservazioni eseguite con lo spettrografo SOPHIE, montato sul telescopio di 1,93 m di diametro dell'Osservatorio dell'Alta Provenza, usando il metodo della velocità radiale che individua le piccole variazioni nella velocità radiale della stella causate dalla gravità del pianeta.

## Caratteristiche
HD 164595 b è un gigante gassoso con una massa minima di circa 16,4 M⊕, confrontabile con quella di Nettuno. Orbita la propria stella - una nana gialla con caratteristiche simili a quelle del nostro Sole - a una distanza di 0,23 UA, su un'orbita quasi circolare. Il suo periodo orbitale è di 40 giorni.